# Rubén Ramos
Pour les articles homonymes, voir Ramos.
Rubén Ramos  (né le 2 novembre 1992 à San Juan) est un coureur cycliste argentin. Il participe à des compétitions sur route et sur piste. 

## Biographie
Son frère cadet Duilio est également coureur cycliste

## Palmarès sur route

### Par année
- 2012
  - Mendoza-San Juan
  - 2e du championnat d'Argentine du contre-la-montre espoirs
- 2013
  - 7e étape du Giro del Sol San Juan
  - 3e du championnat d'Argentine du contre-la-montre espoirs
- 2014
  - 2e du championnat d'Argentine du contre-la-montre espoirs
- 2015
  - Doble Media Agua
- 2018
  -  Champion d'Argentine sur route
  -  Médaillé d'argent du championnat panaméricain du contre-la-montre
  - 2e du championnat d'Argentine du contre-la-montre
  - 3e de la Doble Chepes
- 2019
  - 3e de Mendoza-San Juan
- 2021
  - 3e du Tour de Mendoza

### Classements mondiaux
| Année            | 2015 | 2016   | 2017   | 2018 |
| ---------------- | ---- | ------ | ------ | ---- |
| UCI America Tour | 355e |        |        | 84e  |
| UCI Europe Tour  |      | 1 651e | 1 258e |      |

## Palmarès sur piste

### Championnats panaméricains
- Aguascalientes 2016
  -  Médaillé de bronze de la course aux points.
  -  Médaillé de bronze de la course à l'américaine (avec Sebastián Trillini).
- Aguascalientes 2018
  -  Médaillé de bronze de la course aux points.
  - Sixième de la poursuite par équipes (avec Tomás Contte, Facundo Crisafulli et Iván Ruiz)[6].
- Cochabamba 2019
  - Sixième de la poursuite par équipes (avec Nicolás Tivani, Santiago Sánchez et Tomás Contte)[7].
- Lima 2021
  -  Médaillé de bronze de la poursuite par équipes.
- Asuncion 2025
  -  Médaillé de bronze de l'américaine (avec Marcos Méndez).
  -  Médaillé de bronze de l'omnium.

### Jeux sud-américains
- Asuncion 2022
  -  Médaillé d'argent de la poursuite par équipes

### Championnats nationaux
- 2008
  - 2e du championnat d'Argentine de course aux points cadets
- 2013
  -  Champion d'Argentine de poursuite par équipes (avec Emanuel Saldaño, Nicolás Naranjo et Emiliano Fernández)
- 2014
  -  Champion d'Argentine de l'américaine (avec Juan Gáspari)
  - 2e du championnat d'Argentine de poursuite par équipes
- 2017
  -  Champion d'Argentine de poursuite par équipes (avec Emiliano Contreras, Leonardo Rodríguez et Jorge Pi)[8]
- 2019
  -  Champion d'Argentine de poursuite par équipes (avec Nicolás Tivani, Laureano Rosas et Adrián Richeze)
  - 3e du championnat d'Argentine de l'omnium
- 2021
  -  Champion d'Argentine de l'omnium[9]
  - 2e du championnat d'Argentine de course aux points
  - 2e du championnat d'Argentine de l'américaine
- 2022[10],[11]
  -  Champion d'Argentine de poursuite par équipes (avec Nicolás Tivani, Rodrigo Díaz et Santiago Sánchez)
  -  Champion d'Argentine de l'américaine (avec Nicolás Tivani)
  - 2e du championnat d'Argentine de course aux points
  - 2e du championnat d'Argentine de l'omnium
  - 3e du championnat d'Argentine de poursuite
- 2023
  -  Champion d'Argentine de poursuite par équipes (avec Daniel Juárez, Rodrigo Díaz et Santiago Sánchez)[12]
  -  Champion d'Argentine de l'américaine (avec Rodrigo Díaz)[13]
  - 2e du championnat d'Argentine de l'omnium
- 2024[14]
  -  Champion d'Argentine de poursuite par équipes (avec Rodrigo Díaz, Darío Álvarez et Santiago Sánchez)
  -  Champion d'Argentine de poursuite individuelle
  -  Champion d'Argentine de l'omnium
  -  Champion d'Argentine de l'américaine (avec Rodrigo Díaz)